# Kroučová
Kroučová (en allemand : Krautsch) est une commune du district de Rakovník, dans la région de Bohême-Centrale, en République tchèque. Sa population s'élevait à 271 habitants en 2020.

## Géographie
Kroučová se trouve à 3 km au nord-ouest de Řevničov, à 12 km au nord-nord-est de Rakovník et à 49 km à l'ouest-nord-ouest de Prague.
La commune est limitée par Třeboc à l'ouest et au nord, par Kozojedy au nord-est, par Milý et Kalivody à l'est, et par Řevničov au sud.

## Histoire
La première mention écrite de la localité date de 1361.